# Mâtin napolitain
Le mâtin napolitain (Mastino Napoletano), mâtin de Naples ou Napolitain est une race de chiens d'origine napolitaine, en Italie. Particulièrement massif, il peut peser jusqu'à 70 kg et mesurer entre 60 et 75 cm au garrot. 

## Histoire

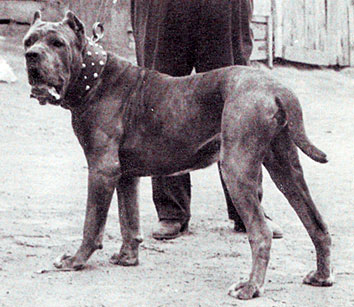
Mâtin napolitain des années 1950.

Depuis longtemps, les mâtins de Naples vivent dans le sud de la péninsule italienne. Ces imposants molosses arborent des profils fort peu débonnaires : ils sont pour la majorité féroces. Les Romains les utilisaient dans les jeux du cirque. Les hommes ayant remplacé les animaux lors des épreuves, les mâtins trouvent une nouvelle utilité en devenant des chiens de garde, spécialement dans le sud du pays où ses qualités sont particulièrement appréciées. On les retrouve, un peu plus tard, gardiens de taureaux et de buffles, puis chiens de garde et de police.
Au XIXe siècle la race commence peu à peu à disparaître, c'est alors que le Dr Ruggero Soldati décide de rédiger un projet de standard, devenant l'un des piliers importants contre l'extinction de la race. C'est en 1956 que l'ENCI reconnaît le mâtin napolitain. La race connaît un regain après la Seconde Guerre Mondiale.

## Description

Mâtin de Naples.

Chien puissant et massif, son corps est trapu et lourd. Sa tête est large et massive et son cou est court et musclé. Sa peau est plissée, surtout sur la tête et sur le cou, où elle forme un double fanon. Son poil est court, lisse et serré. La robe du mâtin napolitain peut être grise, noire, brune, mais aussi de couleur gris plombé, fauve, ou cerf (fauve intense). Toutes ces couleurs peuvent être bringées et des taches blanches sont acceptées sur le poitrail et sur les doigts. Le standard tolère également les teintes noisette, gris-tourterelle et isabelle.

### Caractère
Chien au caractère fort, le mâtin napolitain demande une bonne éducation. Sans éducation appropriée le mâtin napolitain peut s'avérer agressif et capricieux. C'est un excellent chien de garde. Le mâtin napolitain est un chien qui, s'il est bien éduqué, est fidèle et dévoué. Extrêmement méfiant vis-à-vis des étrangers, le mâtin napolitain est intimidant avec les autres chiens et une cohabitation entre deux mâles peut s'avérer difficile. Ce molosse adore son maître mais ne tolère pas qu'on le menace. Le mâtin napolitain a un grand besoin d'espace et une vie en appartement ne lui convient absolument pas. Il a également besoin de beaucoup d'exercice au quotidien.

### Classification
Jean Pierre Mégnin, vétérinaire et entomologiste français, considère le mâtin de Naples comme une « bizarrerie de la cynophilie moderne ». En effet, le mâtin de Naples se situe à mi-chemin entre le dogue et le chien de montagne. Du point de vue de sa morphologie et de son comportement, il peut être considéré comme le dernier « molosse primitif ».

## Santé

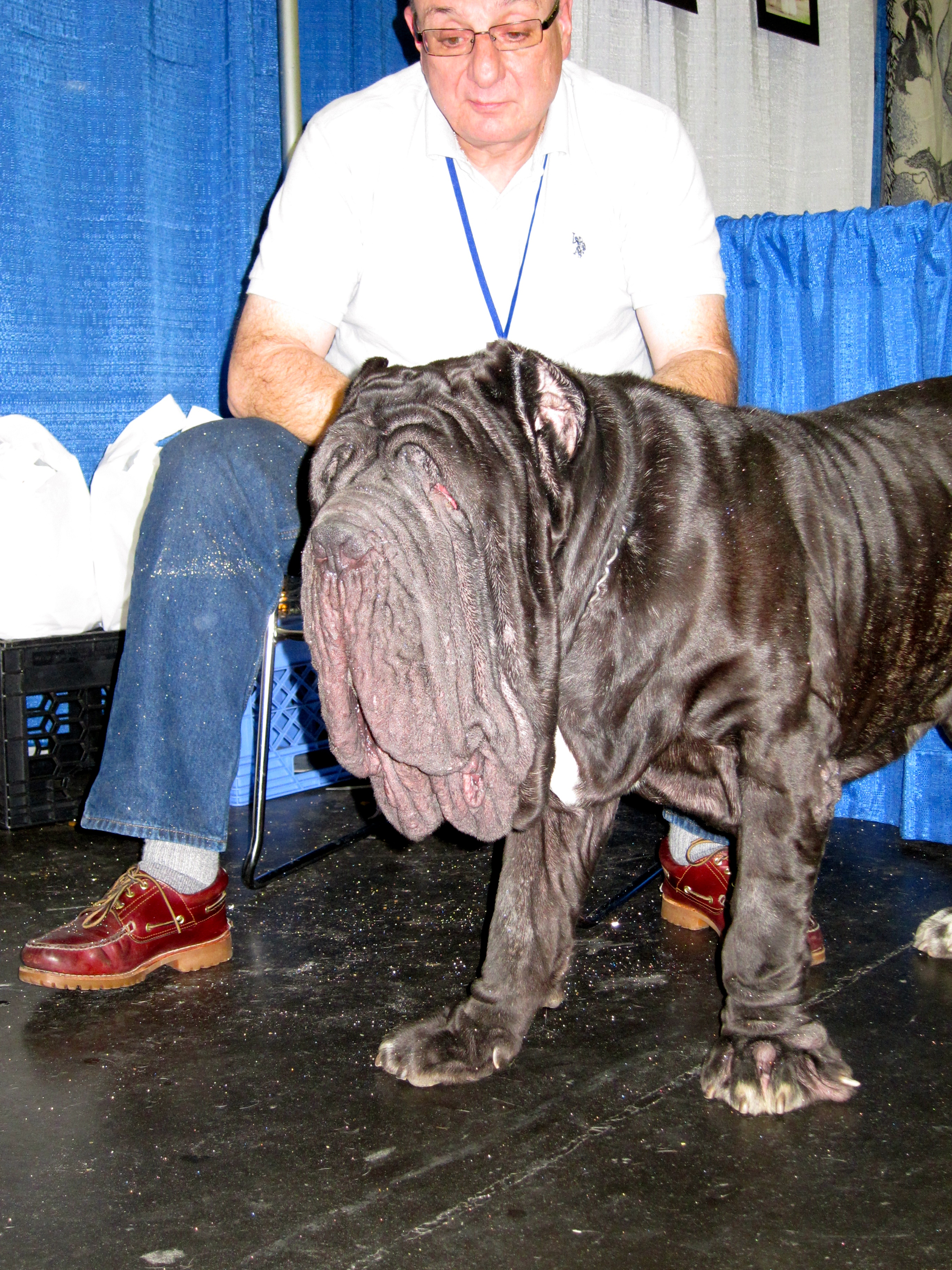
Mâtin napolitain hypertypé, avec entropion oculaire.

Le mâtin napolitain souffre d'hypertypes. Les sujets récompensés en concours canin sont souvent beaucoup plus lourds et ont une tête beaucoup plus plissée que par le passé. La présence de rides excessives sur la tête et le cou créé des problèmes oculaires, notamment l'entropion, et surtout le prolapsus de la glande nictitante, maladie qui parmi les races de chiens touche surtout le mâtin napolitain. Ces problèmes oculaires nécessitent souvent une intervention chirurgicale. Un cas de glaucome (tumeur) de l’œil a été étudié, ainsi qu'un cas d'obstruction de la vision dû à des plis excessifs. 
Cette race peut aussi être sujette à des affections dermatologiques et à certains problèmes cardiaques. Le mâtin napolitain peut également être atteint de dysplasie de la hanche. D'après une étude polonaise menée sur des chiens dysplasiques de différentes races de 1997 à 2006, le mâtin napolitain est la race la plus touchée par la dysplasie. 
Une étude de cas a été réalisée sur un mâle de 4 ans avec insuffisance cardiaque.
Le mâtin napolitain fait partie des races de chien sujettes à la dilatation gastrique avec volvulus. Les chiens italiens peuvent avoir été infectés par la leishmaniose.

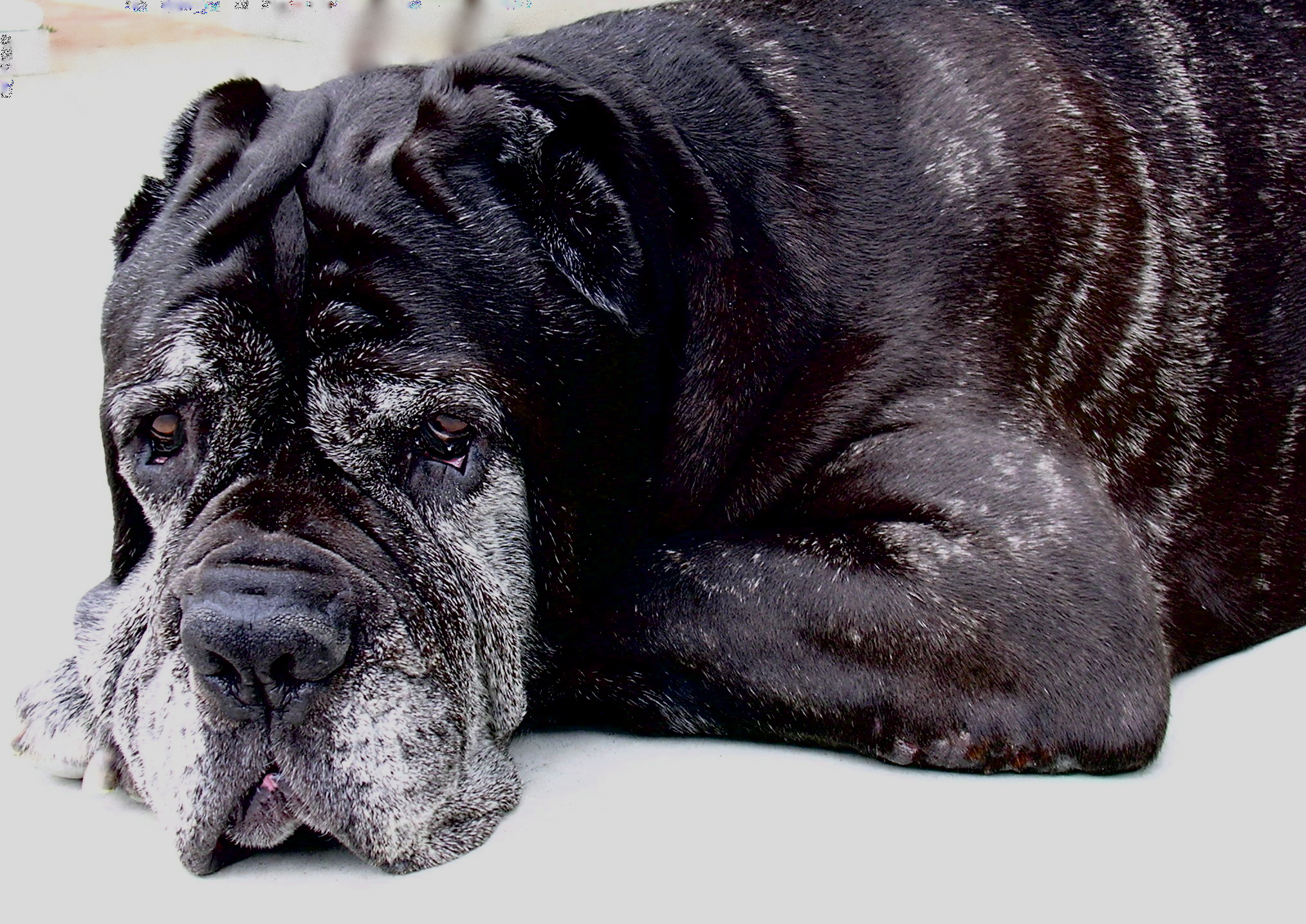
Mâtin napolitain âgé de 10 ans.

La croissance est rapide, il est conseillé de lui donner une ration de nourriture plus importante pendant la croissance. Le mâtin de Naples ne nécessite pas de grandes dépenses types activités canines sportives mais a besoin de promenades quotidiennes riches en stimulations olfactives et environnementales afin d'éviter de forcer sur ses articulations fragiles des à sa grande taille. 
L'espérance de vie est de 8 à 10 ans.
Le prix dépend du sexe, du pedigree, des parents ainsi que de la conformité de la race. Il est estimé entre 2 000 et 2 100 euros.

## Télévision
Un mâtin napolitain a été utilisé dans le jeu télévisé Fort Boyard entre 1995 et 1997 ; nommé Samson, il apporte en début d'émission la liste des candidats donnée par les Maîtres des jeux au Père Fouras, mais ne quitte plus son maître, La Boule. L'animal n'est pas revenu au fort par la suite.
Dans les adaptations en films des romans Harry Potter à l'école des Sorciers et Harry Potter et la chambre des secrets, Crockdur, le chien du garde-chasse Rubeus Hagrid est un mâtin napolitain.
Le mâtin de Naples est le chien qui incarne Stupide, dans le film d'Yvan Attal Mon chien Stupide, tiré du roman de John Fante.
Un mâtin de Naples est également utilisé dans le film Banzaï aux côtés de Coluche.